# Antoni de Fluvià (el jove)
Antoni de Fluvià, el jove (segle XV) era un frare hospitaler nebot del Mestre de l'Hospital Antoni de Fluvià. Provenia d'un llinatge de cavallers originaris de Guissona que més tard es va establir a la Noguera i que foren partidaris del comte Jaume II d'Urgell després del Compromís de Casp.
Se'l troba a  Rodes des de 1428 al costat del seu oncle i quan es va morir aquest, el 1437, va obtenir llicència per deixar l'illa. En aquest mateix any va rebre les comandes de Cervera i Puig-reig, que es van afegir a la que ja posseïa de la Gebut.
Va assistir als capítols provincials de l'orde els anys 1438, 1439, 1442, 1443 i 1451.